# هیده روزندال
هیده روزندال (آلمانی: Heide Rosendahl؛ زادهٔ ۱۴ فوریه ۱۹۴۷) دونده اهل آلمان است.
وی در مسابقات کشوری و بین‌المللی در مجموع برندهٔ ۳ مدال طلا، ۲ مدال نقره، ۱ مدال برنز شده‌است.